# Dwara Nong-tyr-men
Nong-tar-men (o Dwara Nong-tyr-men) és un dels estats Khasis de Meghalaya.
La població el 1881 era de 424 habitants i els ingressos de 25 lliures quasi totalment derivat de la pedreres de cal. El sobirà porta el títol de sardar i el 1881 el seu nom era U Jantrai. Produïa taronges i nous a més de productes comuns.